# フェミネム
フェミネム（Feminnem）は、2004年にクロアチアで結成された音楽グループである。ユーロビジョン・ソング・コンテストの2005年大会にボスニア・ヘルツェゴビナ代表として、また2011年大会ではクロアチア代表として参加した。

## 来歴
2004年、クロアチアのノヴァTV（Nova TV）による音楽アイドル・オーディション番組「フルヴァツキ・イドル」（Hrvatski Idol）に参加した3人、パメラ・ラムリャク（Pamela Ramljak）、ネダ・パルマチ（Neda Parmać）、イヴァナ・マリッチ（Ivana Marić）の3人によって結成され、シングル「Volim te, mrzim te」をリリースした。
2005年、ウクライナのキエフで開かれたユーロビジョン・ソング・コンテスト2005に、ボスニア・ヘルツェゴビナ代表として参加し、国際的な知名度を拡大した。参加曲はアンドレイ・バビッチが作詞・作曲を手がけた「Call Me」であり、決勝で14位となった。同じ年に、アルバム『Feminnem show』をリリースした。
ユーロビジョン・ソング・コンテストのクロアチア代表を選ぶ国内大会ドラ（Dora）に、2007年は「Navika」で、2009年は「Poljupci u boji」で挑んだが、それぞれ4位と3位に終わり、クロアチア代表の座を射止めることはできなかった。
2010年にもユーロビジョンのクロアチア国内選考に参加して「Lako je sve」を歌い、視聴者投票、審査員投票ともに1位となり、同国の代表に選ばれた。しかし本大会では準決勝13位に終わった。

## メンバー
2007年に結成メンバーの一人、イヴァナ・マリッチが離脱したため、オーディションによって新しいメンバーを選出し、ニコル・ブラトが新たに加わった。2009年にニコル・ブラト離脱に伴い新たにニカ・アントロスがメンバーとなったが、2012年にアントロスがモスクワへの移住を決めたとき、グループは解散することとなった
| 期間 | 期間                                   | 2004年 | 2005年 | 2006年 | 2007年 | 2008年 | 2009年 | 2010年 | 2011年 | 2012年 |
| ---- | -------------------------------------- | ------ | ------ | ------ | ------ | ------ | ------ | ------ | ------ | ------ |
|      | パメラ・ラムリャク （2004年 - 2012年） |        |        |        |        |        |        |        |        |        |
|      | ネダ・パルマチ （2004年 - 2012年）     |        |        |        |        |        |        |        |        |        |
|      | イヴァナ・マリッチ （2004年 - 2008年） |        |        |        |        |        |        |        |        |        |
|      | ニコル・ブラト （2008年 - 2009年）     |        |        |        |        |        |        |        |        |        |
|      | ニカ・アントロス （2009年 - 2012年）   |        |        |        |        |        |        |        |        |        |

- ネダ・パルマチ（Neda Parmać、1985年生まれ、クロアチア・プロチェ出身）: 2004年 - 2012年
- パメラ・ラムリャク（Pamela Ramljak、1979年生まれ、ボスニア・ヘルツェゴビナ・チャプリナ出身）: 2004年 - 2012年
- イヴァナ・マリッチ（Ivana Marić、1982年生まれ、ボスニア・ヘルツェゴビナ・チャプリナ出身）、2004年 - 2007年
- ニコル・ブラト（Nikol Bulat、1988年生まれ、クロアチア・シベニク出身）: 2008年 - 2009年
- ニカ・アントロス（Nika Antolos、1989年生まれ、クロアチア・リエカ出身）: 2009年 - 2012年

## ディスコグラフィー
- Feminnem show（2005年）
- Lako je sve（2010年）
- Easy to See（2010年）